# Adenauerplatz (stacja metra)
Adenauerplatz – stacja metra w Berlinie na linii U7, w dzielnicy Charlottenburg, w okręgu administracyjnym Charlottenburg-Wilmersdorf. Stacja została otwarta w 1978.